# Невен Суботич
Невен Суботич (на сръбски: Невен Суботић; роден на 10 декември 1988 г. в Баня Лука) е бивш сръбски футболист, играещ като защитник.

## Детство
Роден е в сръбско семейство в Босна и Херцеговина (тогава част от Югославия). Когато Невен става на 5 г., семейството се премества в град Шомберг, Германия.
Започва своята футболна кариера на 7 г., в детските формации на клуба ТСФ „Шварценберг“.
През 1999 г. семейството на Суботич заминава за САЩ, заживявайки в град Солт Лейк Сити.

## Футболна кариера
През 2001 г. семейството се премества в град Бредентън, щата Флорида, където младият талант е забелязан от треньора на юношеския национален отбор на САЩ – Джон Елингнер. Невен става играч на националния отбор на САЩ (до 17 г.), а също така играе и за футболния тим на Университета в Южна Флорида.
През 2006 г. преминава в германския тим Майнц 05, прекарва 2 години. На 4 юни 2008 г. подписва петгодишен договор с Борусия Дортмунд.
През сезон 2009/10 в Бундеслигата той е един от четиримата играчи, които са играли във всяка една минута на всички мачове за отбора си.
На 15 декември 2010 г., Суботич вкарва гол срещу ФК Севиля. Това е първият му гол в европейските турнири.
През сезон 2010/11 и 2011/12 той е важна част от отбора, който печели на два пъти Бундеслигата.
През сезон 2012/13 той е важна част от отбора на Борусия Дортмунд, който стига до финала на Шампионската лига.
На 27 юли 2013 г., той печели Суперкупата на Германия след победа с 4:2 срещу Байерн Мюнхен. 

## Национален отбор
През 2009 приема да се състезава за националния отбор на Сърбия, като пренебрегва други предложения, а през 2013 слага край на кариерата си в националния отбор.